# جان آدام

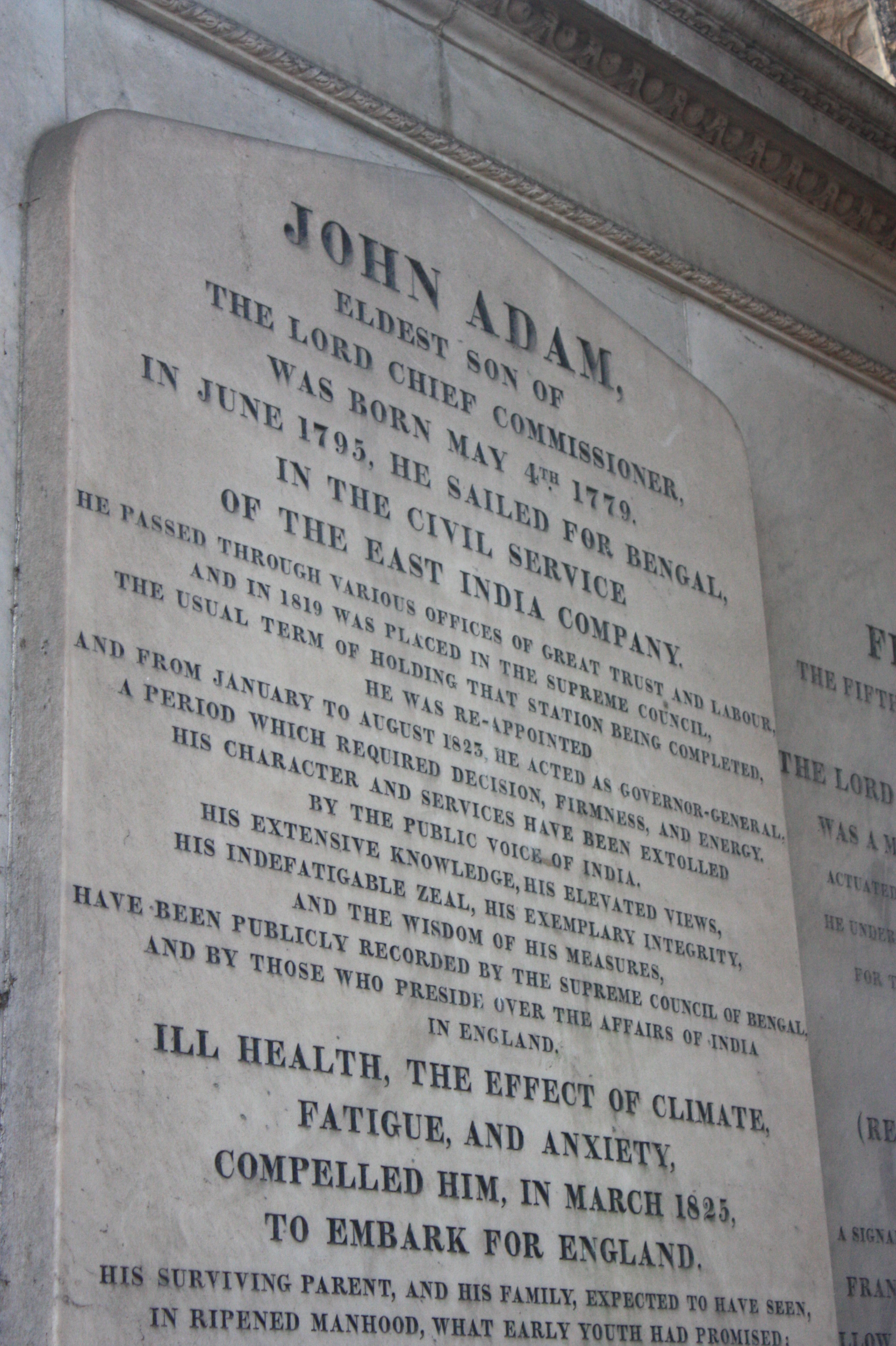
یادبود جان آدام در آرامگاه آدم، Greyfriars kirkyard

جان آدام (انگلیسی: John Adam; ۴ مهٔ ۱۷۷۹ – ۴ ژوئن ۱۸۲۵) دیپلمات اهل پادشاهی متحد بریتانیای کبیر و ایرلند بود. وی نایب‌السلطنه هند از کمپانی هند شرقی بریتانیا
در ۱۸۲۳ بود.